# Стадион Јожеф Божик
Стадион Јожеф Божик (мађ. Bozsik József Stadion), је стадион у Кишпешту, Мађарска.  Са капацитетом од 9.500 места, до свог престанка постојања 2019. године је био домаћин ФК Хонведа.

## Историја
Новоизграђени стадион 1913. године је одмах био у власништву клуба АК Кишпешт. Изградњу стадиона су финансирали локални привредници а највећи новчани допринос су дали Ференц Полачек, власник хотела, и Ференц Хербачек, власник дрваре. 
На овом стадиону задњи меч је био одигран 5. августа 2018. године. ФК Хонвед је играо првенствену утакмицу против ФК Пакша. Хонвед је победио са 1:0 голом Оливиере у 48. минуту.